# Atesta longoelytrata
Atesta longoelytrata là một loài bọ cánh cứng trong họ Cerambycidae.